# Esperimenti scientifici dell'Expedition 71
Gli esperimenti scientifici dell'Expedition 71 sono gli esperimenti svolti dagli astronauti della missione spaziale di lunga durata Expedition 71 a bordo della Stazione spaziale internazionale (ISS) nel periodo tra aprile e settembre 2024. 

## Esperimenti
In questa sezione è riportata solo una piccola parte delle centinaia di esperimenti scientifici svolti a bordo della ISS in quel periodo, in ordine alfabetico.

### APEX-09
Il progetto C4 Photosynthesis in Space (Advanced Plant Experiment-09, APEX-09) è un'indagine scientifica che studia come la microgravità influisca sul metabolismo delle piante Brachypodium distachyon (modello C3) e Setaria viridis (modello C4). Queste piante possiedono due diversi meccanismi di concentrazione di anidride carbonica (CO2), e l'esperimento mira a confrontare come questi meccanismi si comportino nello spazio rispetto alla Terra. Durante l'esperimento, le piante vengono coltivate nel dispositivo Veggie per 32 giorni, durante i quali vengono registrati vari dati come temperatura, intensità luminosa e concentrazione di CO2 e effettuate molte foto alle piante. Al termine di due fasi di crescita, i campioni di tessuto vegetale vengono raccolti, congelati rapidamente a -80°C e successivamente riportati sulla Terra per ulteriori analisi. I risultati di questo esperimento potrebbero offrire una comprensione fondamentale del metabolismo delle piante nello spazio e potrebbero fornire informazioni utili per l'utilizzo di piante che fissano il carbonio in sistemi di supporto vitale biorigenerativi per future missioni spaziali. Inoltre, le conoscenze acquisite potrebbero avere applicazioni terrestri, contribuendo a migliorare l'efficienza della fotosintesi e del metabolismo del carbonio in agricoltura e nella gestione ambientale.

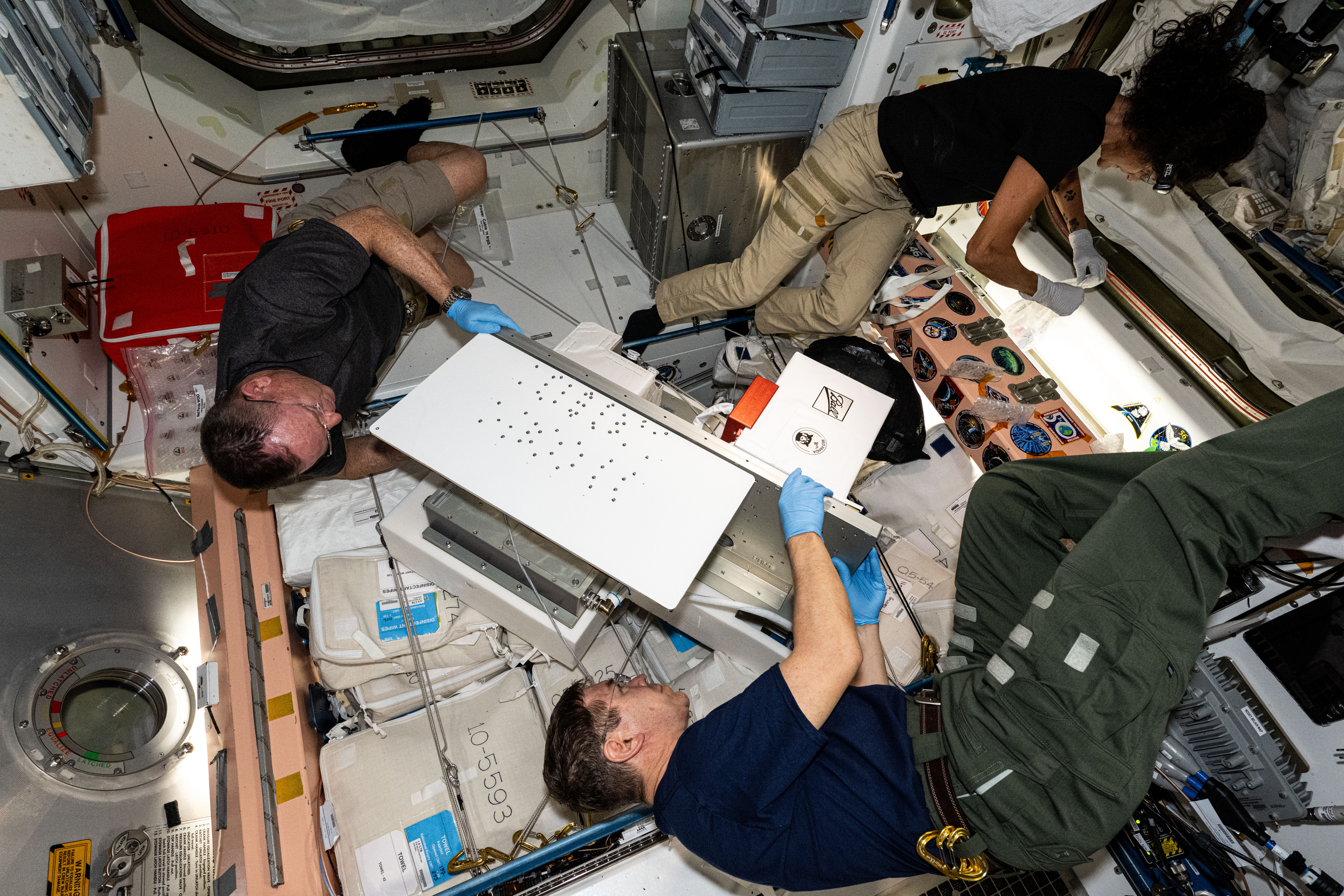
L'hardware dell'esperimento ArgUS Mission 1 prima di essere installato all'esterno sulla piattaforma Bartolomeo

### ArgUS Mission 1
L'ArgUS Mission 1 è uno studio scientifico che include diversi carichi utili con obiettivi distinti, come la dimostrazione di software, l'uso dell'elaborazione computerizzata avanzata e tecniche per l'osservazione della Terra, oltre a metodi per catturare video nello spazio e testare vari rilevatori e sistemi di imaging. Questi esperimenti sono supportati dalla ArgUS Multi-payload platform, una piattaforma installabile sulla piattaforma esterna Bartolomeo dell'ESA, che fornisce energia, dati e una struttura di supporto. I carichi utili che costituiscono il progetto sono il Ball Aerospace Red Panda, che mira a migliorare i livelli di prontezza tecnologica di vari strumenti e software tramite test e raccolta dati in orbita terrestre bassa. Un altro carico, Thales Alenia Space IMAGIN-e, ha come scopo dimostrare le capacità del computing avanzato orientato allo spazio, con un focus particolare sull'osservazione della Terra. Questo sistema è in grado di generare e processare immagini direttamente a bordo, con un computer di bordo accessibile dai controllori a Terra. Infine, il SEN SpaceTV-1 è un sistema di telecamere capace di catturare video in 4K Ultra-High-Definition (UHD), progettato per essere montato in futuro all'esterno di veicoli spaziali e satelliti, e offre la possibilità di registrare e trasmettere video in tempo reale. Nello spazio, gli strumenti e le tecniche testate potrebbero migliorare la raccolta e l'elaborazione di dati e immagini, cruciali per future missioni spaziali. Sulla Terra, il software e l'hardware dimostrati durante la missione potrebbero essere applicati per la raccolta e l'elaborazione di dati e immagini in diversi settori.

### B Complex
Lo studio B Complex: A Nutraceutical SANS Countermeasure è un'indagine che mira a prevenire o mitigare una condizione chiamata Spaceflight-Associated Neuro-ocular Syndrome (SANS), che colpisce alcuni astronauti durante i voli spaziali. Questa sindrome provoca gonfiore vicino al punto in cui il nervo ottico si collega alla parte posteriore dell'occhio, compromettendo la visione. Si ritiene che la genetica e la quantità delle vitamine del gruppo B possano predisporre alcuni astronauti a sviluppare questa condizione. Lo studio B Complex testa se un'integrazione giornaliera di vitamine del gruppo B può prevenire o ridurre il rischio di SANS e valuta come la genetica individuale possa influenzare la risposta a questo trattamento. Se questo approccio si dimostrasse efficace, potrebbe fornire un mezzo a basso rischio per proteggere la salute visiva degli astronauti durante missioni di lunga durata, come quelle verso Marte. Lo studio prevede che gli astronauti inizino a prendere il supplemento di vitamine B sei mesi prima del volo, continuando durante tutto il volo spaziale e per 30 giorni dopo il ritorno. Durante questo periodo, vengono effettuati prelievi di sangue e valutazioni della funzione endoteliale, della retina e dei marcatori di infiammazione. I risultati di questo studio potrebbero avere implicazioni anche per le persone sulla Terra, specialmente nel comprendere meglio il legame tra la biochimica nutrizionale e la funzione cardiovascolare. Inoltre, lo studio potrebbe aiutare le donne con Sindrome dell'ovaio policistico (PCOS), che presentano caratteristiche simili a quelle degli astronauti che sviluppano SANS, a migliorare la funzione vascolare attraverso l'ottimizzazione della biochimica nutrizionale.

### BFF-Cardiac
L'indagine Redwire Cardiac Bioprinting Investigation (BFF-Cardiac) utilizza il dispositivo Redwire BioFabrication Facility (BFF) presente a bordo della ISS per stampare e processare campioni di tessuto cardiaco. L'obiettivo principale è sfruttare la microgravità per creare campioni di tessuto di qualità superiore rispetto a quelli stampati sulla Terra, con l'eventuale scopo di utilizzare questi tessuti per la ricerca e, in futuro, per sostituire organi donati per i trapianti. Questo approccio innovativo potrebbe anche migliorare le tecnologie di biostampa 3D, aprendo la strada alla stampa di alimenti e medicinali su richiesta durante missioni spaziali di lunga durata. La carenza di organi disponibili per il trapianto è un problema globale, con molte persone che muoiono in attesa di un organo. Le tecnologie di biostampa 3D potrebbero alleviare questa carenza, permettendo la creazione di organi e tessuti sostitutivi utilizzando le cellule del paziente stesso. Inoltre, i cuore umano adulto ha una capacità rigenerativa limitata, e una volta danneggiato, il tessuto viene spesso sostituito con tessuto cicatriziale non contrattile, che può compromettere le funzioni cardiache. La biostampa 3D potrebbe permettere la creazione di "patch" cardiaci per sostituire il tessuto cicatriziale danneggiato. Tuttavia, la gravità terrestre limita l'avanzamento di queste tecnologie, poiché provoca gradienti di densità e sedimentazione che rendono difficile la stampa di strutture complesse senza aggiungere supporti strutturali, spesso non fisiologicamente rilevanti. In microgravità, invece, queste limitazioni sono superate, consentendo una stampa più precisa e senza necessità di supporti aggiuntivi, facilitando l'auto-organizzazione delle cellule in tessuti funzionali. L'esperimento prevede la miscelazione di bioinchiostri e cellule, che vengono poi installati nella BFF insieme a una cassetta per la stampa del tessuto. La stampa avviene su tre giorni consecutivi, con ogni campione stampato incubato per 14 giorni a 37°C nel Redwire ADvanced Space Experiment Processor (ADSEP). I campioni vivi vengono poi mantenuti alla temperatura desiderata per il ritorno sulla Terra nel congelatore Microgravity Experiment Research Locker Incubator (MERLIN) Insert.

### CARDIOBREATH
L'esperimento Causal Analysis of Cardiorespiratory Coupling on the ISS (CARDIOBREATH) studia come le modifiche del sistema cardiovascolare e respiratorio degli astronauti durante i voli spaziali influenzino la regolazione della pressione sanguigna. Durante le missioni spaziali, gli astronauti sperimentano cambiamenti nei loro sistemi cardiovascolare, respiratorio e muscoloscheletrico, che possono alterare la loro capacità di allenarsi e mantenere la pressione sanguigna una volta tornati sulla Terra. I risultati di questa ricerca potrebbero fornire una comprensione più approfondita dei meccanismi di adattamento della pressione sanguigna in missioni di lunga durata e supportare lo sviluppo di metodi per valutare e mitigare gli effetti cardiovascolari e respiratori sulla pressione sanguigna, sia durante che dopo i voli spaziali. Questo è particolarmente rilevante per le future missioni su Marte o sulla Luna, dove le variazioni di gravità e la limitata assistenza medica rappresentano sfide significative. I cambiamenti fisiologici osservati negli astronauti durante i voli spaziali sono simili a quelli che si verificano con l'invecchiamento sulla Terra. Questo studio potrebbe contribuire a migliorare l'assistenza sanitaria e la qualità della vita per gli anziani, fornendo nuove intuizioni sui processi di adattamento cardiorespiratorio.

### CIPHER
L'indagine Complement of Integrated Protocols for Human Exploration Research on Varying Mission Durations (CIPHER) mira a comprendere meglio i cambiamenti fisiologici e psicologici che si verificano negli esseri umani durante missioni spaziali di diversa durata, da alcune settimane fino a un anno. Lo scopo è raccogliere dati che permettano di estrapolare i risultati a missioni di durata pluriennale, come un viaggio di tre anni verso Marte. Comprendere come il corpo umano si adatta a periodi prolungati nello spazio è fondamentale per sviluppare contromisure che possano garantire la salute e il benessere degli astronauti durante queste missioni.
L'indagine affronta i cinque principali rischi dei voli spaziali umani: radiazioni, isolamento, distanza dalla Terra, gravità alterata e ambienti ostili o chiusi. Conducendo la stessa ricerca su missioni di durata variabile, gli scienziati possono ottenere una comprensione approfondita di come questi fattori influenzano il corpo umano nel tempo e sviluppare strategie per mitigare eventuali effetti negativi. CIPHER include 14 studi su diversi sistemi fisiologici, condotti su un massimo di 30 astronauti, suddivisi in categorie di durata della missione: breve, standard ed estesa. Ogni partecipante è sottoposto a una serie di misure standardizzate, che comprendono test cognitivi, esami vestibolari, monitoraggio dell'attività fisica, misurazioni della pressione sanguigna, esami oculari, test di forza muscolare, e raccolta di campioni di sangue e urina. I risultati potrebbero anche avere applicazioni sulla Terra, come l'identificazione delle persone predisposte alla perdita ossea, il miglioramento della riabilitazione vestibolare e una maggiore comprensione dell'invecchiamento e delle malattie legate all'età.

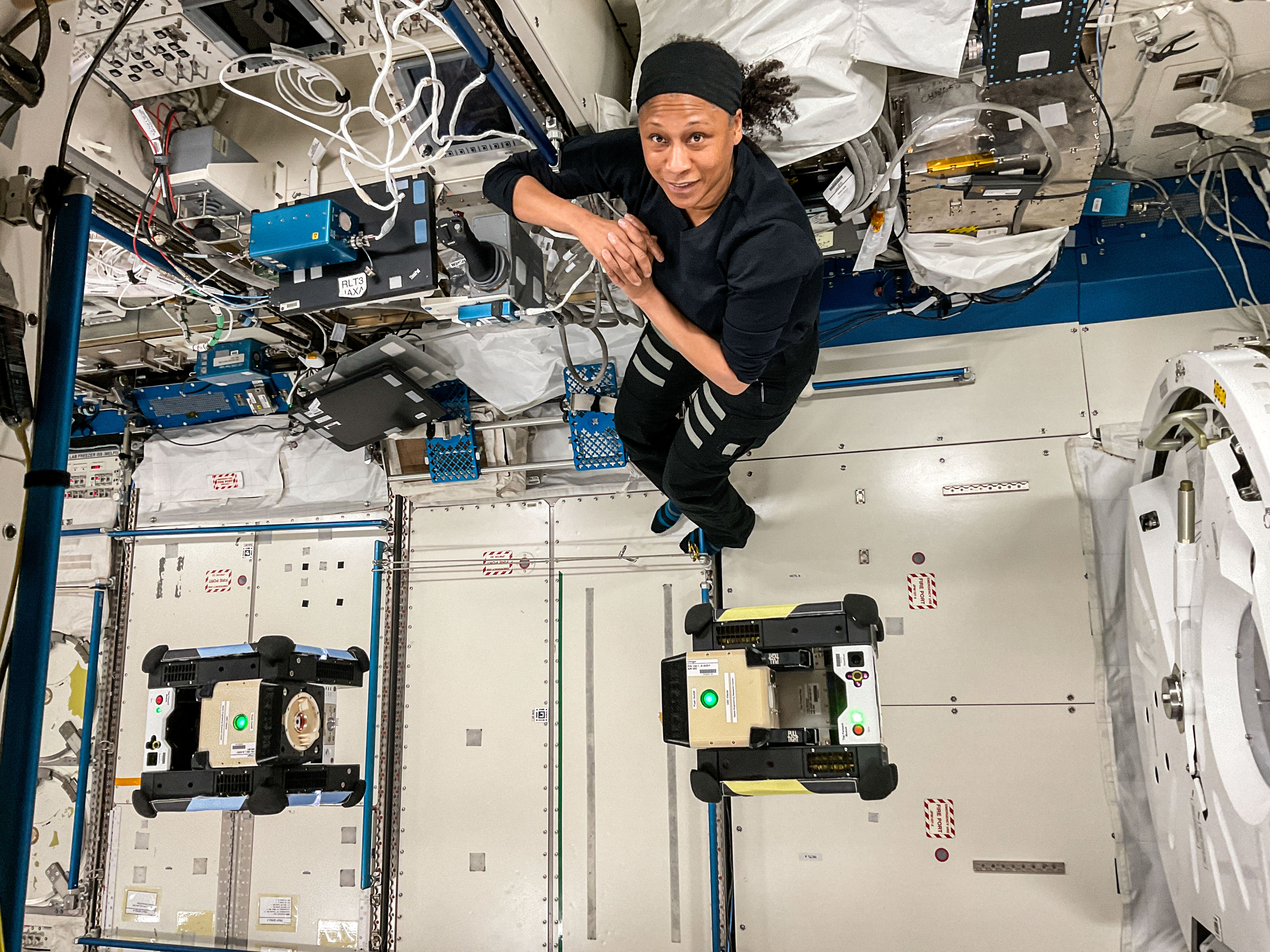
Jeanette Epps monitora gli Astrobee durante l'esperimento CLINGERS

### CLINGERS
L'esperimento Flight Tech Demo of Docking/Undocking Cubesats Inside ISS (CLINGERS) utilizza gli Astrobee della ISS per testare un adattatore di docking e sensori di prossimità per il collegamento di oggetti spaziali attivi e passivi. Questa tecnologia è fondamentale per applicazioni future come il rifornimento orbitale, la riparazione e l'aggiornamento dei satelliti, nonché la fabbricazione in orbita. I risultati potrebbero migliorare la capacità di muovere oggetti in sicurezza e sviluppare l'ecosistema di assemblaggio in orbita. Nelle operazioni in orbita, i robot Astrobee equipaggiati con CLINGERS eseguono una serie di test per valutare le capacità di docking e undocking da diverse distanze e orientazioni.

### Cold Atom Lab
Il Cold Atom Laboratory (CAL) è un dispositivo che produce nuvole di atomi raffreddate a circa un decimo di miliardesimo di grado sopra lo zero assoluto, una temperatura molto più fredda della media dello spazio profondo. A queste temperature estreme, gli atomi quasi non si muovono, permettendo agli scienziati di studiare comportamenti fondamentali e caratteristiche quantistiche difficili o impossibili da osservare a temperature più elevate. La microgravità della ISS consente di raggiungere temperature ancora più basse di quelle ottenibili sulla Terra e di osservare queste nuvole di atomi freddi per periodi di tempo più lunghi. La ricerca con il CAL si inserisce in una lunga tradizione della fisica, che ha portato a scoperte come la superfluidità e la superconduttività, e più recentemente, allo sviluppo di tecniche di raffreddamento laser. A temperature elevate, gli atomi si comportano come particelle, ma a temperature molto basse, la loro natura ondulatoria diventa più evidente. In condizioni critiche di temperatura e densità, le lunghezze d'onda degli atomi si sovrappongono, e la maggior parte degli atomi condivide la stessa funzione d'onda macroscopica. Grazie alla microgravità della ISS, la tecnologia di raffreddamento laser del CAL può raggiungere temperature più basse che sulla Terra, permettendo di analizzare funzioni d'onda atomiche mai osservate prima. Questi risultati faciliteranno lo sviluppo di futuri sensori quantistici ultra-freddi per misurare campi gravitazionali e magnetici, rotazioni, e testare il principio di equivalenza.

### Colgate Skin Aging
Microgravity Effects on Skin Aging and Health (Colgate Skin Aging) è un esperimento che studia gli effetti della microgravità sull'invecchiamento della pelle. L'invecchiamento della pelle, un processo naturale che si manifesta nell'arco di decenni, può essere accelerato dall'esposizione all'ambiente di microgravità. Questo esperimento utilizza un modello tridimensionale di cellule della pelle umana coltivate su una membrana porosa per simulare l'organizzazione dei tessuti cutanei. L'obiettivo principale è valutare le alterazioni cellulari e molecolari indotte dalla microgravità e confrontarle con quelle osservate nel normale processo di invecchiamento. L'ambiente unico della microgravità fornisce un'opportunità di studiare rapidamente i cambiamenti che la pelle subisce nel tempo, permettendo ai ricercatori di comprendere meglio i meccanismi che guidano il deterioramento cutaneo e di sviluppare potenziali trattamenti per mantenere la salute della pelle. I risultati di questo studio potrebbero avere applicazioni significative sia nello spazio che sulla Terra, dove potrebbero contribuire alla creazione di prodotti per la protezione della pelle in un contesto di invecchiamento accelerato, per trattare la perdita di funzionalità cutanea negli anziani e per testare nuovi prodotti destinati a proteggere la pelle invecchiata e favorire la guarigione dalle ferite e la prevenzione delle infezioni negli anziani.

### Compartment Cartilage Tissue Construct
Compartment Cartilage Tissue Construct è un esperimento che mira a sviluppare una struttura ingegnerizzata per rigenerare i tessuti cartilaginei e a testare l'effetto di specifici RNA sulla crescita della cartilagine nello spazio. La microgravità accelera la degenerazione della cartilagine, un problema che potrebbe compromettere la salute e le prestazioni degli astronauti durante missioni spaziali di lunga durata e in ambienti con gravità ridotta, come la Luna e Marte. I risultati di questo studio potrebbero contribuire allo sviluppo di farmaci per trattare i danni cartilaginei, sia nello spazio che sulla Terra. Lo studio aiuterà a comprendere i processi molecolari, come la crescita della cartilagine e la progressione dell'osteoartrite, in condizioni di microgravità, fornendo strategie per mantenere la salute della cartilagine durante viaggi spaziali prolungati. Lo studio porterà benefici anche sulla Terra grazie alla migliore comprensione dei meccanismi regolatori dell'RNA coinvolti nella salute della cartilagine, con possibili ricadute sul trattamento di malattie comuni come l'osteoartrite e altre forme di degenerazione della cartilagine. Inoltre, i risultati potrebbero migliorare i modelli animali usati per valutare l'efficacia terapeutica degli RNA, contribuendo alla ricerca e allo sviluppo di nuove cure.

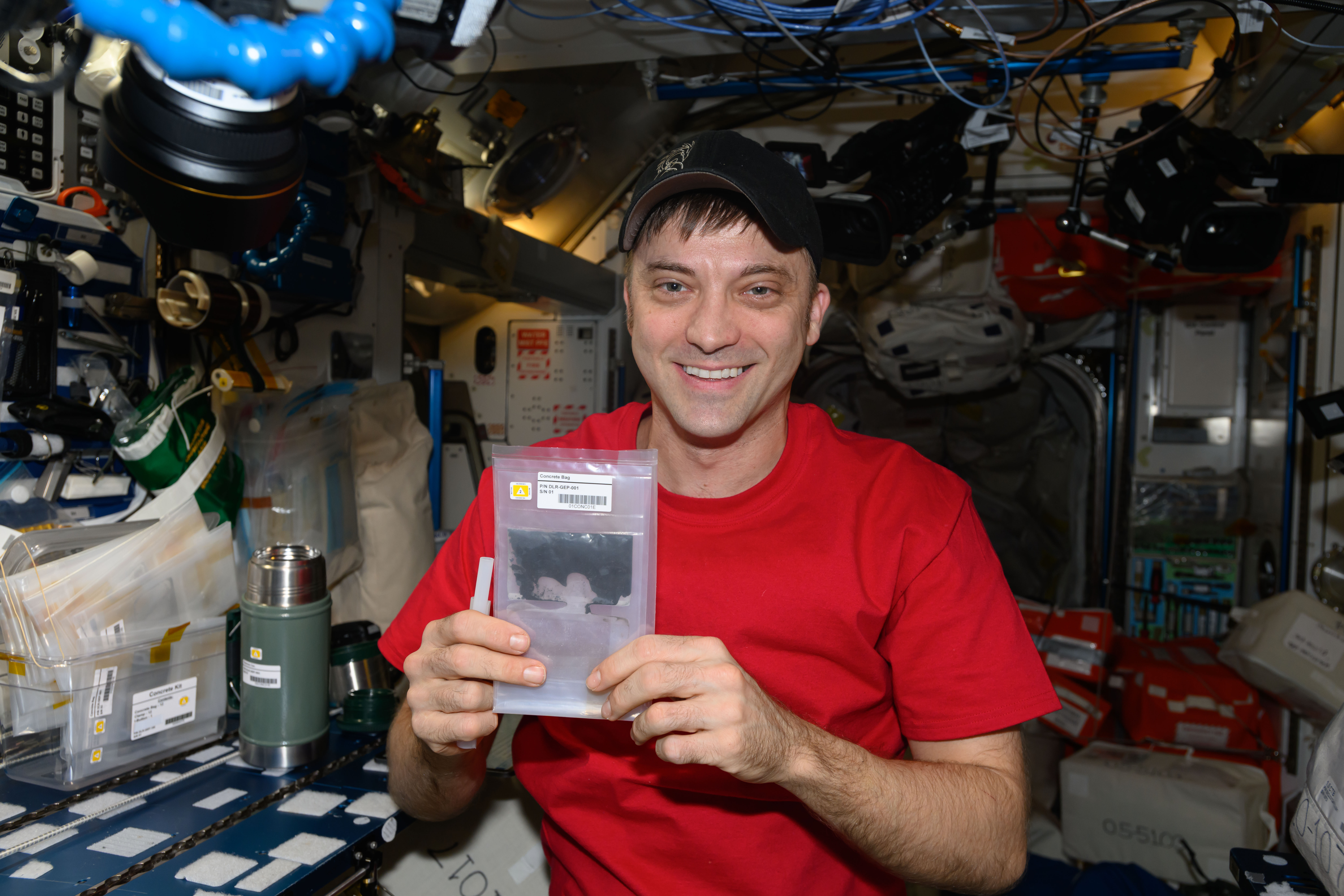
Dominick mostra un contenitore con suolo lunare simulato con una soluzione liquida dell'esperimento Concrete Hardening

### Concrete Hardening
L'indagine Material Science on the Solidification of Concrete (Concrete Hardening) esplora come l'assenza di peso influenzi il processo di solidificazione del calcestruzzo, un materiale fondamentale per la costruzione di strutture. Questo studio è particolarmente rilevante per lo sviluppo di tecnologie di costruzione per future missioni lunari e planetarie, dove le condizioni di microgravità e l'utilizzo di risorse locali, come la regolite lunare, potrebbero svolgere un ruolo cruciale. In microgravità, la solidificazione del calcestruzzo avviene senza i tipici effetti della convezione, della sedimentazione e dei gradienti di pressione, presenti sulla Terra. Questo offre l'opportunità di osservare come la struttura microscopica del calcestruzzo, inclusa la distribuzione di pori, bolle e la formazione di cristalli, differisca da quella terrestre. Lo studio confronta diverse miscele di cemento e calcestruzzo, inclusi campioni contenenti solo cemento, cemento con sabbia o con del simulante di regolite lunare, con e senza additivi che influenzano la viscosità e la formazione di pori. L'obiettivo è determinare come queste varianti influiscano sulle proprietà meccaniche del calcestruzzo, come la resistenza alla compressione e il modulo elastico. La produzione di cemento è un processo ad alta intensità energetica e responsabile di significative emissioni di CO2, rendendo fondamentale l'ottimizzazione delle miscele per ridurre l'uso di cemento senza compromettere le prestazioni meccaniche. Poiché la produzione mondiale di cemento si aggira intorno ai 4 miliardi di tonnellate all'anno, anche piccoli miglioramenti nell'efficienza potrebbero avere un impatto globale significativo. Inoltre, lo studio esplora la possibilità di simulare l'effetto della microgravità sulla solidificazione del calcestruzzo sulla Terra attraverso esperimenti con clinostati.

### DNA Nano Therapeutics- Demo 2
L'esperimento Biomimetic Fabrication of Multi-Functional DNA-Inspired Nanomaterials via Controlled Self-assembly in Space (DNA Nano Therapeutics- Demo 2) valuta la produzione di nanomateriali ispirati al DNA nello spazio. Questi nanomateriali, chiamati Janus Base Nanomaterials (JBN), hanno potenziali applicazioni nella somministrazione di farmaci e vaccini, e nella medicina rigenerativa. Le attuali tecnologie di nanomateriali presentano limiti significativi, come alta tossicità, bassa stabilità a temperatura ambiente e scarsa biocompatibilità. L'indagine sfrutta la microgravità per superare le limitazioni nella produzione di JBN sulla Terra, migliorando l'omogeneità e l'integrità strutturale dei nanomateriali. I JBN si autoassemblano grazie a interazioni di carica positiva/negativa e sono considerati migliori rispetto ai veicoli di somministrazione convenzionali, come nanoparticelle lipidiche e nanotubi di carbonio. Durante l'esperimento, due prodotti JBN, un nanotubo di base (Janus base nanotubes, JBNt) e un nanopezzo di base (Janus base nanopieces, JBNp) per la somministrazione di RNA terapeutico, vengono assemblati in orbita e monitorati in tempo reale, con i campioni che vengono poi riportati a Terra per ulteriori analisi. I risultati potrebbero contribuire allo sviluppo di processi di produzione in orbita per nanomateriali terapeutici destinati ai futuri viaggiatori spaziali e al rafforzamento dell'economia spaziale commerciale. Inoltre, la capacità di produrre nanomateriali ispirati al DNA nello spazio potrebbe migliorare le terapie per condizioni come l'osteoartrite e i danni cartilaginei, rivoluzionando i mercati attuali della somministrazione di farmaci e migliorando la qualità della vita dei pazienti.

### EveryWear
Il sistema EveryWear è costituito da un insieme di piccoli dispositivi indossabili per la raccolta dati a bordo della ISS, progettato per semplificare e migliorare la raccolta di informazioni fisiologiche e mediche sugli astronauti. Utilizzando sensori indossabili collegati a un iPad della ISS, sincronizzato wireless con i computer a Terra, EveryWear consente agli astronauti di monitorare una vasta gamma dei loro parametri medici con facilità. Questo sistema versatile può essere utilizzato per esperimenti scientifici, supporto biomedico e dimostrazioni tecnologiche, ottimizzando il tempo e migliorando l'usabilità per gli astronauti. Il sistema include una Smartshirt biometrica che raccoglie dati ECG e monitora l'attività fisica, un patch biometrico che misura la temperatura corporea e l'attività fisica, e un sensore tonometro per registrare la frequenza cardiaca. Questi dati vengono trasmessi in tempo reale all'iPad tramite Bluetooth, facilitando una gestione unificata delle informazioni raccolte. Oltre a monitorare parametri fisiologici, EveryWear permette di registrare consumi alimentari semplicemente scansionando il codice a barre degli alimenti e di supportare esperimenti come AquaPad, che verifica la sicurezza dell'acqua a bordo. Le tecnologie sviluppate per EveryWear possono essere utilizzate per migliorare il monitoraggio della salute e la raccolta di dati medici, potenzialmente rivoluzionando il settore sanitario a Terra con strumenti più intuitivi e integrati.

### FBCE
L'esperimento Flow Boiling and Condensation Experiment (FBCE) ha l'obiettivo di sviluppare e validare un modello per il flusso in ebollizione e la condensazione in microgravità, fondamentali per la progettazione di scambiatori di calore e caldaie che funzionino efficacemente sia in microgravità sia in gravità parziale, come quella della Luna o di Marte. L'esperimento confronta i dati raccolti in microgravità sulla ISS con quelli ottenuti sulla Terra per comprendere come diverse forze e processi influenzino questi fenomeni termodinamici. Il FBCE si concentra su due aspetti principali: il flusso termico critico (CHF) e la condensazione anulare in microgravità. L'obiettivo è sviluppare modelli meccanicistici sperimentali che possano prevedere la velocità minima del flusso necessaria per garantire un CHF indipendente dalla gravità e una condensazione efficace. I risultati di questa ricerca potrebbero ottimizzare il funzionamento delle caldaie terrestri, prolungandone la vita utile e migliorandone l'efficienza. Definire regimi operativi indipendenti dalla gravità potrebbe portare a progressi significativi nella tecnologia dei sistemi di gestione del calore utilizzati quotidianamente sulla Terra. Inoltre, possono migliorare diversi sistemi cruciali per le missioni spaziali, come i sistemi di controllo termico, la gestione termica dei veicoli spaziali e degli habitat planetari, e le pompe di calore per il controllo dell'umidità.

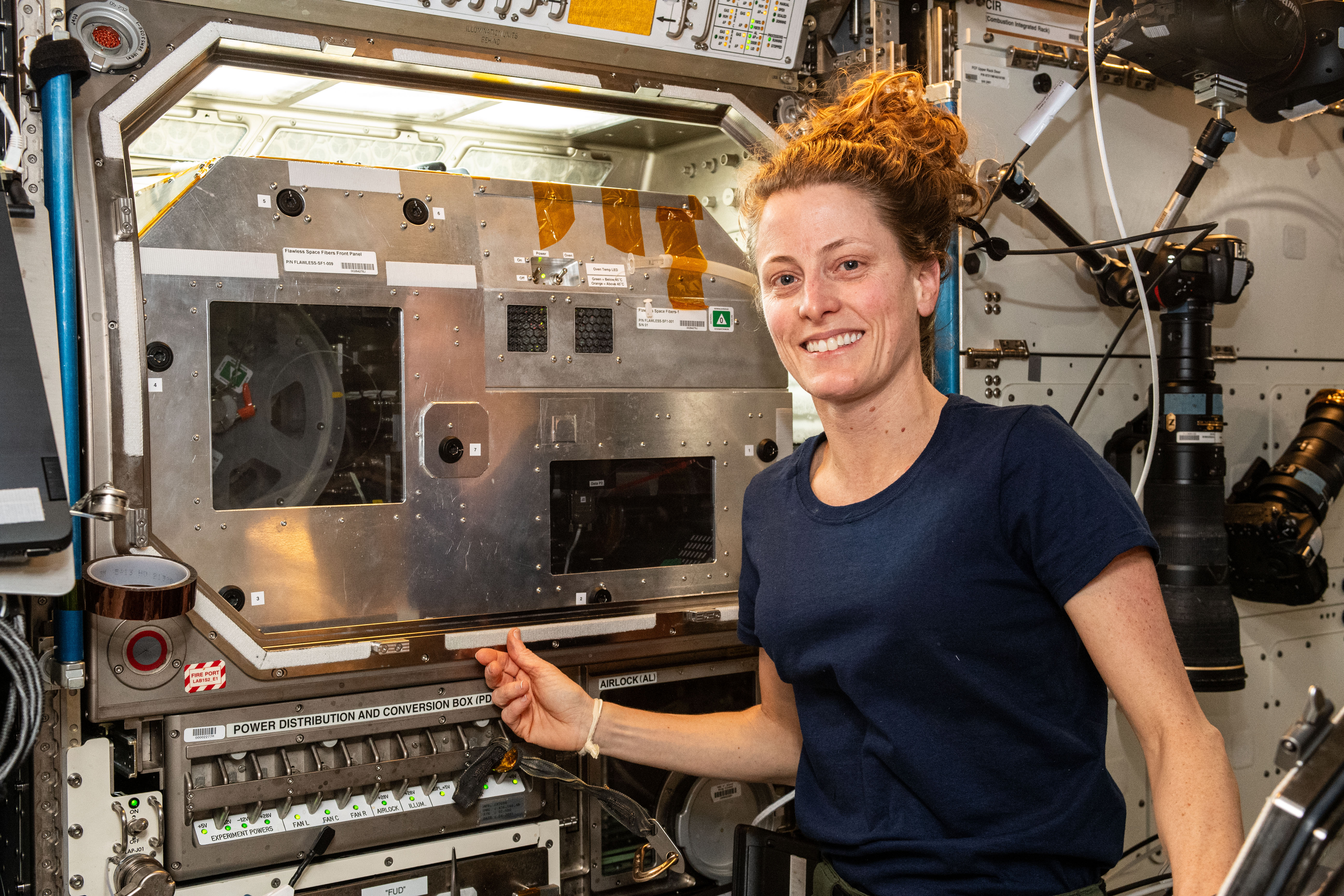
Flawless Space Fibers-1 installato nel Microgravity Science Glovebox (MSG)

### Flawless Space Fibers-1
L'esperimento Production of Flawless Space Fiber (Flawless Space Fibers-1) testa nuovi hardware e processi per produrre fibre ottiche di alta qualità nello spazio. La produzione di fibre ottiche sulla Terra è influenzata negativamente dalla gravità, che può causare imperfezioni. In microgravità, come a bordo della ISS, queste fibre possono essere prodotte in modo più omogeneo, migliorando le loro proprietà. Le fibre ottiche prodotte nell'ISS sono basate su vetri fluorurati, come il ZBLAN, e vengono confrontate con le fibre prodotte sulla Terra per valutarne le differenze. La produzione di fibre ottiche di alta qualità nello spazio potrebbe aumentare l'uso commerciale della ISS come laboratorio di microgravità. Le fibre prodotte nello spazio, grazie alla loro qualità superiore, possono migliorare le applicazioni di telerilevamento e comunicazione sulla Terra.

### FSL Soft Matter Dynamics – FOAM
L'esperimento FSL Soft Matter Dynamics - Hydrodynamics of Wet Foams (FOAM) studia le dinamiche di crescita e riorganizzazione delle bolle in schiume "bagnate" in microgravità. Sulla Terra, la gravità provoca il drenaggio del liquido nelle schiume, portando alla loro destabilizzazione, mentre in microgravità è possibile investigare su queste schiume senza l'influenza del drenaggio. Ciò offre l'opportunità di comprendere meglio fenomeni come il coarsening, dove il gas si trasferisce tra le bolle a causa di differenze di pressione, portando a una crescita della dimensione media delle bolle. L'esperimento si concentra su due aspetti principali: come la dimensione media delle bolle cambia nel tempo e come la riorganizzazione delle bolle varia in funzione della frazione di liquido. Inoltre, l'esperimento indaga la transizione delle schiume da un comportamento solido a uno liquido che avviene quando la frazione di liquido supera una certa soglia. Le schiume potrebbero essere utili in ambienti di microgravità per applicazioni come l'estinzione degli incendi, la pulizia dell'acqua e la produzione di materiali leggeri e resistenti. Sulla Terra invece la comprensione delle proprietà delle schiume bagnate potrebbe migliorare i processi industriali, come la flottazione di minerali, la detergenza, la produzione alimentare e il recupero del petrolio.

### Gaucho Lung
L'esperimento Wicking in Gel-Coated Tubes (Gaucho Lung) studia come il rivestimento di muco nelle vie respiratorie influenzi il trasporto di farmaci liquidi attraverso i polmoni. Questo trattamento, utilizzato per la terapia sostitutiva del surfattante nei neonati con sindrome da distress respiratorio, si basa su "tappi" liquidi che trasportano il farmaco attraverso il sistema respiratorio. L'obiettivo principale è sviluppare un modello predittivo che descriva come le forze capillari, viscoelastiche e gravitazionali controllano la deposizione di film liquidi nei tubi rivestiti di gel. La microgravità offerta dalla ISS permette di isolare gli effetti delle forze capillari e viscoelastiche, fondamentali per comprendere meglio come questi tappi si comportano in assenza di gravità. I  risultati dell'esperimento potrebbero supportare lo sviluppo di nuove strategie ingegneristiche per prevenire la contaminazione dei tubi utilizzati nei flussi intermittenti, sia nell'industria alimentare che sanitaria.  Questa ricerca fondamentale è possibile solo in microgravità, dove le forze di capillarità possono essere studiate senza l'interferenza di altri fattori.

### GEARS
L'esperimento CS-05A: Genomic Enumeration of Antibiotic Resistance in Space (GEARS) studia la presenza e l'evoluzione di batteri resistenti agli antibiotici sulla ISS. Due batteri comuni, Enterococcus faecalis e Enterococcus faecium, noti per la loro resistenza agli antibiotici e la capacità di sopravvivere in condizioni difficili, sono stati precedentemente isolati sulla ISS. GEARS mira a monitorare e caratterizzare geneticamente questi batteri per comprendere come si adattino all'ambiente spaziale, fornendo informazioni utili per proteggere la salute degli astronauti durante le missioni di lunga durata. Poiché il volo spaziale può indebolire il sistema immunitario umano, la presenza di batteri resistenti agli antibiotici sulla ISS rappresenta un rischio significativo. Questo studio aiuta a monitorare e comprendere l'evoluzione di questi microrganismi in microgravità, contribuendo a ridurre i rischi di infezione per l'equipaggio e a sviluppare tecnologie diagnostiche avanzate per future missioni spaziali. Anche sulla Terra, la resistenza agli antibiotici è una minaccia crescente per la salute umana, causando milioni di infezioni e migliaia di morti ogni anno. Studiare i batteri resistenti in un ambiente controllato come la ISS, simile agli ospedali, può fornire preziose informazioni su come questi organismi si adattano e sopravvivono, aiutando a migliorare le strategie per combattere le infezioni acquisite in ospedale. L'esperimento consiste nel prendere dei campioni delle superfici della ISS in più sessioni per poi essere coltivati a bordo della ISS. I batteri selezionati sono sottoposti a sequenziamento del DNA direttamente in orbita. Sia i dati genetici ottenuti che tutte le piastre coltivate vengono riportati sulla Terra per uno studio più approfondito.

### GiSMOS
L'esperimento Genes in Space Molecular Operations and Sequencing (GiSMOS) utilizza il sequenziamento genico mirato per identificare le specie di batteri e funghi presenti nel sistema idrico della ISS. Mantenere un profilo microbico accurato sulla Stazione è essenziale per la salute degli astronauti e per la manutenzione dei veicoli spaziali nelle missioni future. Attualmente non esiste un profilo microbico accurato per i sistemi idrici della Stazione spaziale internazionale a causa della crescita eccessiva di alcune specie batteriche nei campioni di acqua durante il trasporto sulla Terra per l'analisi. Questi campioni spesso presentano un numero limitato di specie che dominano il campione distorcendo la reale diversità microbica. GiSMOS affronta questa sfida eseguendo il sequenziamento genico direttamente a bordo della ISS, eliminando il ritardo e il rischio di alterazioni nei campioni. L'indagine combina il sequenziamento 16S per i batteri e Internal transcribed spacer (ITS) per i funghi, utilizzando dispositivi di sequenziamento come il miniPCR e il MinION, che permettono l'amplificazione e l'analisi del DNA direttamente in orbita. Questa è la prima volta che dei funghi vengono identificati a bordo della ISS in tempo reale, e il sequenziamento metagenomico permette di ottenere una panoramica completa delle comunità microbiche, compresi batteri, funghi, virus e archaea, oltre a fornire dettagli sui geni di resistenza agli antibiotici e sul potenziale di biofilm.
La tecnologia di sequenziamento per un monitoraggio rapido e in loco dei microbi nei sistemi idrici potrebbe migliorare la salute pubblica e la sicurezza sulla Terra. Questa tecnologia è particolarmente utile in ambienti chiusi o semi-chiusi, come ospedali e case di cura, dove le funzioni immunitarie alterate possono rendere le persone più vulnerabili ai patogeni.

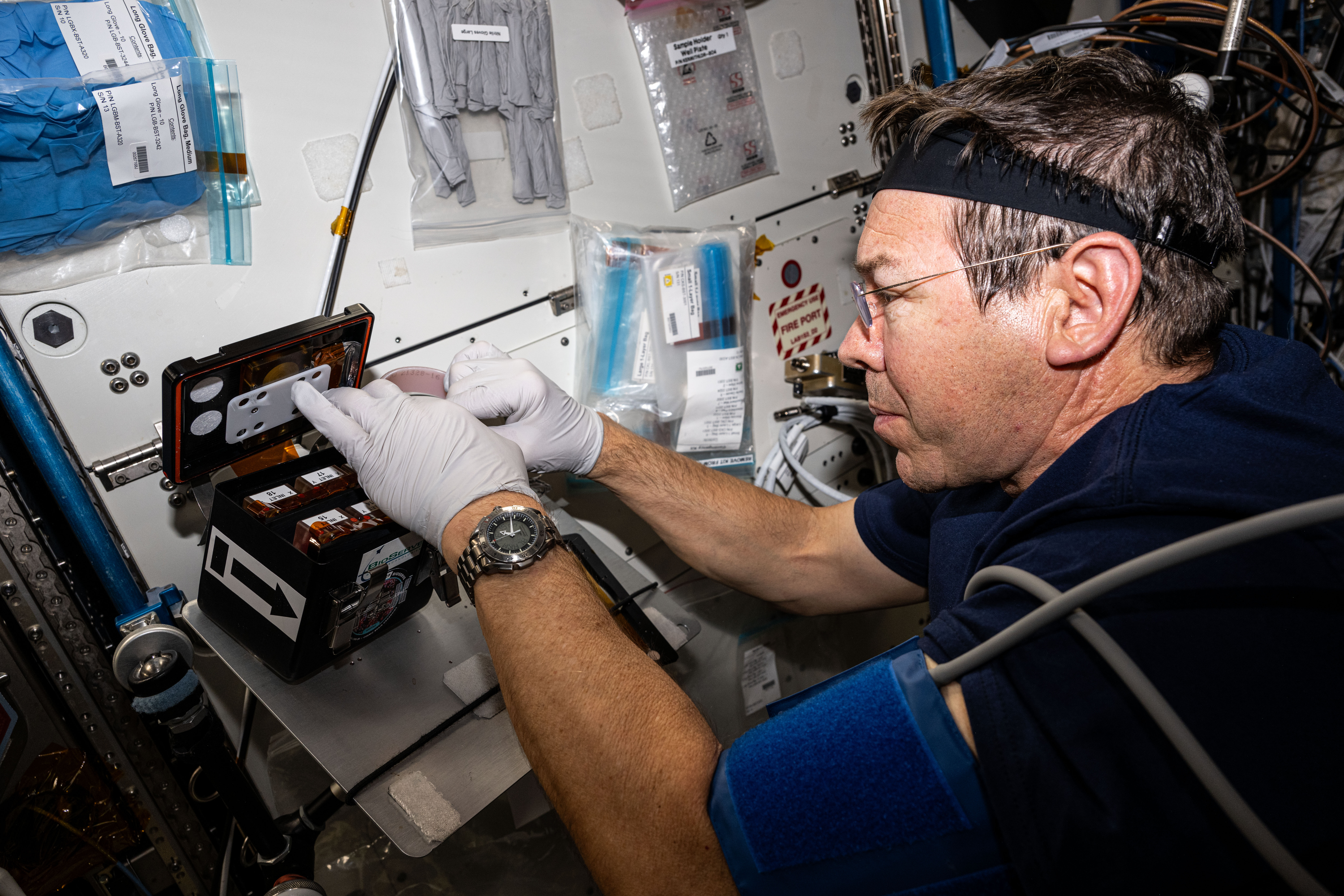
Michael Barratt inserisce i PHAB contenenti i campioni di organoidi cerebrali nella BioServe Tissue Chamber per l'esperimento HBOND

### HBOND
L'esperimento Human Brain Organoid Models for Neurodegenerative Disease & Drug Discovery (HBOND) studia i meccanismi alla base della neuroinfiammazione, un fenomeno comune nelle malattie neurodegenerative come il Parkinson e la sclerosi multipla. Utilizzando organoidi cerebrali, modelli tridimensionali di regioni del cervello umano derivati da cellule staminali pluripotenti indotte (iPSC), l'indagine mira a comprendere meglio gli effetti della microgravità sul cervello e a sviluppare nuove terapie per le malattie neurodegenerative.
HBOND si concentra su come l'assenza di gravità influenzi le interazioni tra neuroni e microglia, le cellule immunitarie del cervello, che sono fondamentali per la comunicazione neuronale. Gli organoidi cerebrali vengono coltivati a bordo della ISS per un periodo di 30-45 giorni, permettendo di studiare in dettaglio come le condizioni spaziali alterino l'espressione genica e la secrezione proteica, fornendo un modello unico per l'analisi di queste malattie. HBOND utilizza quattro Plate Habitats (PHAB), tre dei quali contengono un totale di 900 organoidi mantenuti attivamente con scambi di fluido, mentre il quarto contiene 80 organoidi statici in cryovials; tutti e quattro sono situati nel BioServe Tissue Chamber. Gli organoidi sono coltivati a 37°C con il 5% di CO2 nella Space Automated Bioproduct Lab (SABL) e nella  a bordo della ISS. Ogni settimana vengono eseguiti scambi di fluido e fatte delle foto degli organoidi, con un sottogruppo che riceve trattamenti farmacologici. Al termine dell'indagine, gli organoidi vengono riportati sulla Terra per ulteriori analisi. Utilizzando iPSC, l'esperimento offre una fonte potenzialmente illimitata di cellule specifiche per la ricerca e le terapie. I risultati potrebbero fornire nuove intuizioni sui processi alla base del Parkinson e della sclerosi multipla, portando a metodi di prevenzione e trattamento migliorati. Inoltre, potrebbe migliorare la comprensione di come la microgravità influisca sul sistema nervoso centrale e contribuire allo sviluppo di strategie per proteggere gli astronauti durante le missioni spaziali di lunga durata.

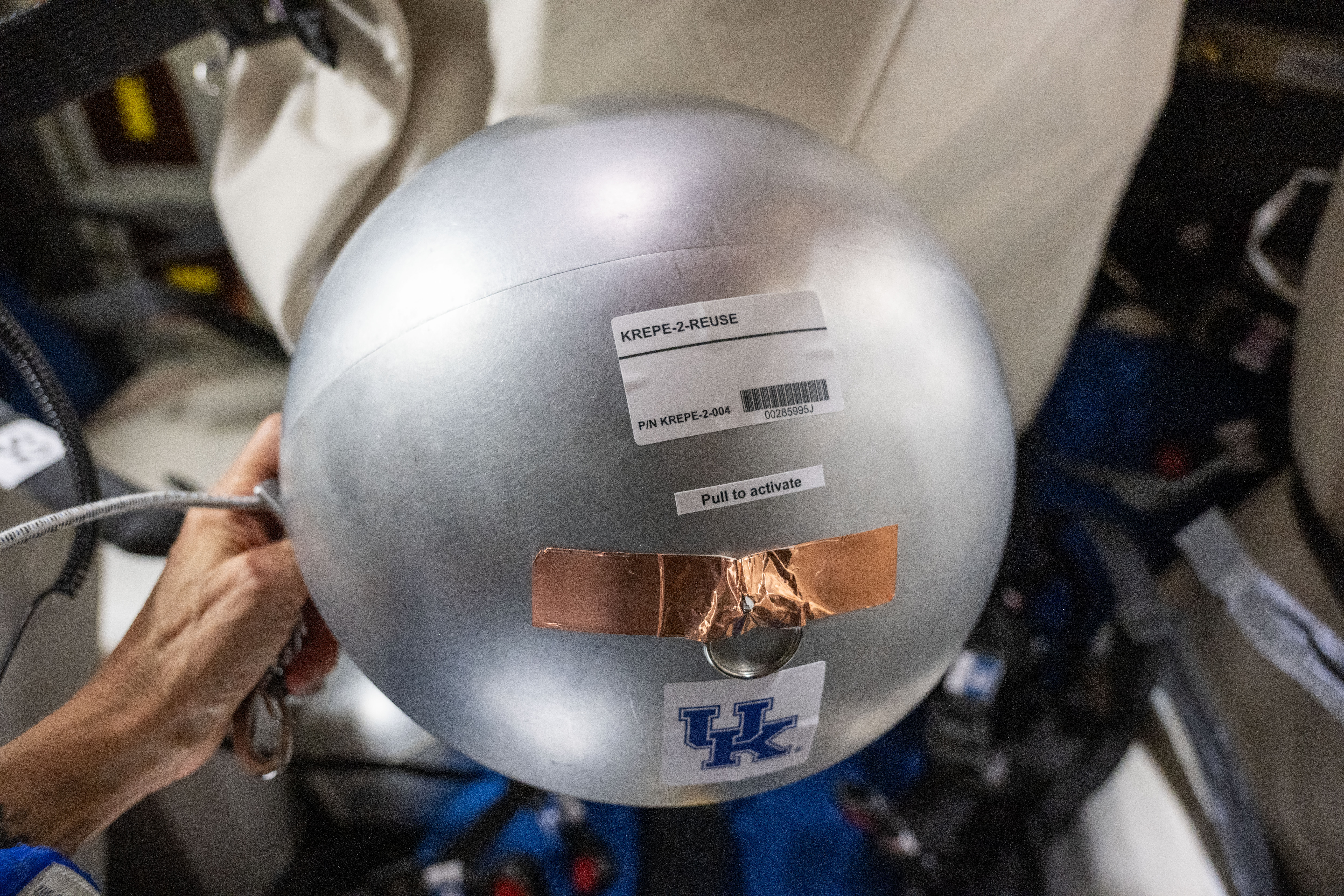
Capsula dell'esperimento KREPE-2

### KREPE-2
L'esperimento Kentucky Re-entry Probe Experiment-2 (KREPE-2) prosegue le indagini svolte dall'esperimento precedente per testare una tecnologia accessibile per esperimenti sul rientro atmosferico e fornire dati di volo reali per validare i modelli computerizzati dello scudo termico. La progettazione di questi sistemi rimane una delle sfide più grandi dell'esplorazione spaziale poiché le condizioni di rientro atmosferico sono difficili da replicare a Terra. KREPE-2 fornisce una piattaforma economica per esperimenti di rientro atmosferico, con l'obiettivo di ridurre la necessità di costose campagne di test. Le capsule KREPE-2, lanciate dalla ISS tramite un veicolo di rifornimento Cygnus, sono dotate di vari sensori, tra cui termocoppie posizionate a diverse altezze all'interno dello scudo termico. I dati raccolti durante il rientro vengono trasmessi a Terra tramite la rete satellitare Iridium e utilizzati per convalidare i modelli numerici esistenti. I miglioramenti nei materiali e nella progettazione degli scudi termici derivanti da questa ricerca potrebbero avere applicazioni sulla Terra come nella protezione di persone e strutture dagli incendi boschivi.

### Immune Cell Activation
Immune Cell Activation è un esperimento condotto a bordo della Stazione Spaziale Internazionale che mira a comprendere se l'ambiente di microgravità influisce sull'assorbimento di nanoparticelle magnetiche nelle cellule immunitarie e nei melanomi. In particolare, si studia se le condizioni spaziali facilitano l'assorbimento delle nanoparticelle da parte delle cellule T, con l'obiettivo di verificare se ciò provoca una modifica nell'espressione genica o nell'attività proteica. Questo esperimento potrebbe fornire importanti indicazioni sull'interazione tra nanoparticelle e cellule in condizioni di microgravità e portare allo sviluppo di nuove terapie mirate per malattie del sistema nervoso centrale e tumori della pelle come il melanoma. L'approccio si basa sull'uso di cellule immunitarie caricate con nano-vettori ingegnerizzati, in grado di trasportare agenti terapeutici direttamente alle cellule bersaglio. Questo metodo combina i benefici dell'immunologia, come la selettività dei bersagli, con le tecnologie innovative delle nanotecnologie. L'analisi genomica, trascrittomica e proteomica condotta nello spazio permetterà di identificare quali geni e proteine sono regolati dall'ambiente spaziale, aprendo la strada a potenziali nuovi farmaci per migliorare l'assorbimento delle nanoparticelle nelle cellule anche sulla Terra.

### Immunity Assay
L'indagine Monitoring the Cellular Immunity by In Vitro Delayed Type Hypersensitivity (DTH) Assay on the ISS (Immunity Assay) si propone di monitorare l'impatto dei fattori di stress del volo spaziale sulle funzioni immunitarie cellulari utilizzando un test immunitario funzionale su campioni di sangue. Fino ad ora, questo test poteva essere eseguito solo sulla Terra, prima e dopo il volo spaziale. Tuttavia, grazie a una provetta di nuova generazione, i ricercatori possono ora eseguire questo test direttamente durante il volo, consentendo una valutazione più chiara dei cambiamenti immunitari che si verificano durante la missione. Studi precedenti condotti a Terra hanno investigato sugli effetti delle condizioni di volo spaziale sugli esseri umani, rivelando modifiche nella capacità del sistema immunitario di difendersi dalle infezioni in risposta alla microgravità simulata o vivere in un ambiente chiuso. Questi cambiamenti sembrano essere collegati al livello di stress psicologico sperimentato dagli individui partecipanti. Basandosi su questi risultati, l'indagine Immunity Assay è progettata per monitorare le capacità del sistema immunitario umano a bordo della ISS. 
Un elemento chiave della difesa immunitaria umana sono i globuli bianchi, o leucociti. Parte di queste cellule potrebbe diventare "iperattiva" mentre un'altra parte potrebbe essere "depressa", rendendo l'organismo più suscettibile a danni tissutali da parte delle cellule iperattive o a infezioni da parte delle cellule depresse. Per testare gli effetti potenzialmente indesiderati della microgravità sulla risposta immunitaria, oltre ad analizzare i campioni di saliva e sangue per individuare lo stress cellulare e i danni tissutali, gli astronauti compilano un questionario sullo stress attuale, sia a Terra che prima e dopo il volo.

### InSPA-StemCellEX-H1
L'esperimento In-Space Expansion of Hematopoietic Stem Cells for Clinical Application (InSPA-StemCellEX-H1) mira a testare una tecnologia innovativa per la produzione di cellule staminali ematopoietiche (HSC) nello spazio. Le HSC sono fondamentali per la produzione di cellule del sangue e del sistema immunitario e vengono utilizzate in terapie per pazienti affetti da malattie del sangue e tumori come le leucemie. Questa tecnologia potrebbe consentire di produrre cellule staminali in quantità maggiore, in modo più continuo e con caratteristiche superiori rispetto ai metodi attuali a Terra. L'esperimento usa un bioreattore di espansione cellulare (BICEP) per espandere le cellule staminali ematopoietiche provenienti da sangue del cordone ombelicale (UCB) e sangue periferico mobilizzato (Mobilized peripheral blood, mPB) nello spazio. Le cellule espanse nello spazio vengono crioconservate con un protocollo speciale e successivamente analizzate sulla Terra per valutarne le caratteristiche. L'espansione delle cellule staminali in microgravità potrebbe portare alla produzione un maggiore numero di cellule multipotenti a lungo termine, migliorando potenzialmente i risultati clinici per i pazienti. L'obiettivo finale è dimostrare che l'espansione delle cellule staminali nello spazio può essere realizzata con successo e sicurezza e verificare se i prodotti cellulari ottenuti possiedono una qualità superiore rispetto a quelli espansi con metodi terrestri.

### Metal 3D printer
L'esperimento Metal 3D Printer ha come obiettivo dimostrare la capacità della tecnologia di stampa 3D di metalli in condizioni di microgravità, esplorando il processo di deposizione metallica tridimensionale a bordo della ISS. Questa dimostrazione tecnologica mira a comprendere il funzionamento di una stampante 3D per metalli nello spazio e a valutare la qualità dei campioni stampati in acciaio inossidabile. L'esperimento fornisce una base per sviluppare soluzioni operative future, consentendo la produzione in loco di parti funzionali e la riparazione di attrezzature durante le missioni spaziali. Questo potrebbe ridurre significativamente la necessità di ricambi nelle missioni esplorative, come quelle verso la Luna e Marte. Le lezioni apprese dalla gestione e dall'analisi della stampante 3D metallica nello spazio contribuiranno inoltre al miglioramento della stampa 3D di metalli sulla Terra, aprendo nuove possibilità nel campo della produzione additiva. I campioni prodotti vengono riportati sulla Terra per un'analisi approfondita che include valutazioni meccaniche e microstrutturali.

### MSTIC
L'esperimento Manufacturing of Semiconductors and Thin-Film Integrated Coatings (MSTIC) studia gli effetti della microgravità sulla produzione di film sottili utilizzati nella manifattura di semiconduttori. Realizzare questi film in microgravità potrebbe migliorare la qualità dei semiconduttori, riducendo al contempo i materiali, le attrezzature e la manodopera necessari. MSTIC si concentra su processi come deposizione, incisione e pulizia in un ambiente di microgravità, ipotizzando che l'assenza dello stress fisico indotto dalla gravità possa migliorare la qualità delle wafer, ossia le sottili fette di semiconduttore. Questa tecnologia offre una capacità di produzione autonoma che potrebbe sostituire molte delle macchine e dei processi attualmente utilizzati per costruire dispositivi semiconduttori, contribuendo a innovare il settore della manifattura elettronica sia nello spazio che sulla Terra.

### Nano Particle Haloing Suspension
L'esperimento Electrokinetic Assembly of Stable Nanoparticle Haloing Suspensions (Nano Particle Haloing Suspension) studia come le microparticelle si dispongono quando viene applicato loro un campo elettrico e verifica la presenza di nanoparticelle nell'assemblaggio. L'uso di campi elettrici potrebbe permettere un assemblaggio preciso delle particelle, migliorando l'efficienza delle celle solari a punti quantici (Quantum-dot synthesized solar cells, QDSS) che sfruttano le proprietà uniche dei punti quantici per convertire la luce solare in energia. I risultati di questo studio potrebbero contribuire allo sviluppo di celle solari più efficienti per l'uso nello spazio e sulla Terra.
Sfruttando l'ambiente di microgravità a bordo della Stazione Spaziale Internazionale, l'esperimento osserva a lungo termine il movimento e la disposizione delle particelle senza che queste sedimentino. Questo consente una visualizzazione dettagliata delle interazioni tra microparticelle e nanoparticelle sotto l'influenza di un campo elettrico, utilizzando un microscopio. Comprendere meglio i meccanismi fondamentali dell'autoassemblaggio elettrocinetico potrebbe portare a un controllo più preciso nell'assemblaggio di materiali avanzati, come le celle solari a punti quantici, aumentando l'efficienza della generazione di energia solare sia nello spazio che sulla Terra.

### OGA H2 Sensor Demo
Advanced Hydrogen Sensor Technology Demonstration (OGA H2 Sensor Demo) è un esperimento  che testa nuovi sensori per il sistema di generazione di ossigeno (OGS). Questo sistema, che produce ossigeno respirabile attraverso l'elettrolisi dell'acqua, utilizza sensori per rilevare la presenza di idrogeno (H2) e prevenire guasti. Gli attuali sensori, tuttavia, sono sensibili all'umidità e subiscono una deriva nel tempo, limitandone la durata operativa. L'esperimento OGA H2 Sensor Demo mira a valutare nuovi sensori dotati di una maggiore stabilità e durabilità. Se i nuovi sensori dimostreranno prestazioni superiori sarà possibile sostituire i sensori attuali con versioni più affidabili, riducendo così il numero di ricambi necessari per missioni spaziali di lunga durata, come quelle verso la Luna o Marte. Questo miglioramento potrebbe aumentare l'efficienza e la sicurezza delle missioni, garantendo una produzione di ossigeno continua e sicura. Sulla Terra invece potranno essere usati negli ambienti chiusi, come strutture sottomarine o in località remote e pericolose, dove il monitoraggio avanzato dei sistemi di generazione di ossigeno è cruciale per la sicurezza.

### PBRE
L'esperimento Packed Bed Reactor Experiment (PBRE) studia il comportamento dei gas e dei liquidi quando fluiscono simultaneamente attraverso una colonna a riempimento (packed bed) riempita di particelle porose fisse, un processo utilizzato in numerosi sistemi di ingegneria chimica. Queste colonne costituiscono i reattori a gocciolamento (Packed Bed Reactor, PBR), che possono essere utilizzati come reattori, scrubber o stripper hanno lo scopo di migliorare il contatto tra due fasi fluide immiscibili, come liquido-gas, e sono essenziali sia sulla Terra che nello spazio. Tuttavia, attualmente non esistono metodologie di progettazione per il flusso bifase nelle colonne a riempimento in microgravità, rendendo difficile l'ottimizzazione di tali sistemi per applicazioni spaziali.
L'esperimento PBRE mira a colmare questa lacuna di conoscenza, fornendo principi ingegneristici per progettare apparecchiature più efficienti per il trasferimento di calore e massa nello spazio. Questo è cruciale per sviluppare sistemi più leggeri e con un minore consumo energetico, necessari per missioni spaziali a lungo termine. I risultati potrebbero portare a miglioramenti significativi nei sistemi di supporto vitale e gestione termica, riducendo i costi e aumentando l'affidabilità delle missioni. Le applicazioni terrestri di questo studio includono la possibilità di migliorare le previsioni dei regimi di flusso e delle perdite di pressione nei reattori a gocciolamento, utilizzati in molteplici settori industriali. Comprendere meglio l'effetto della gravità su questi flussi gas-liquido consentirà lo sviluppo di modelli più accurati e prevedibili, che potrebbero essere adattati per varie condizioni gravitazionali, ottimizzando così le operazioni industriali sia sulla Terra che in ambienti a gravità ridotta.

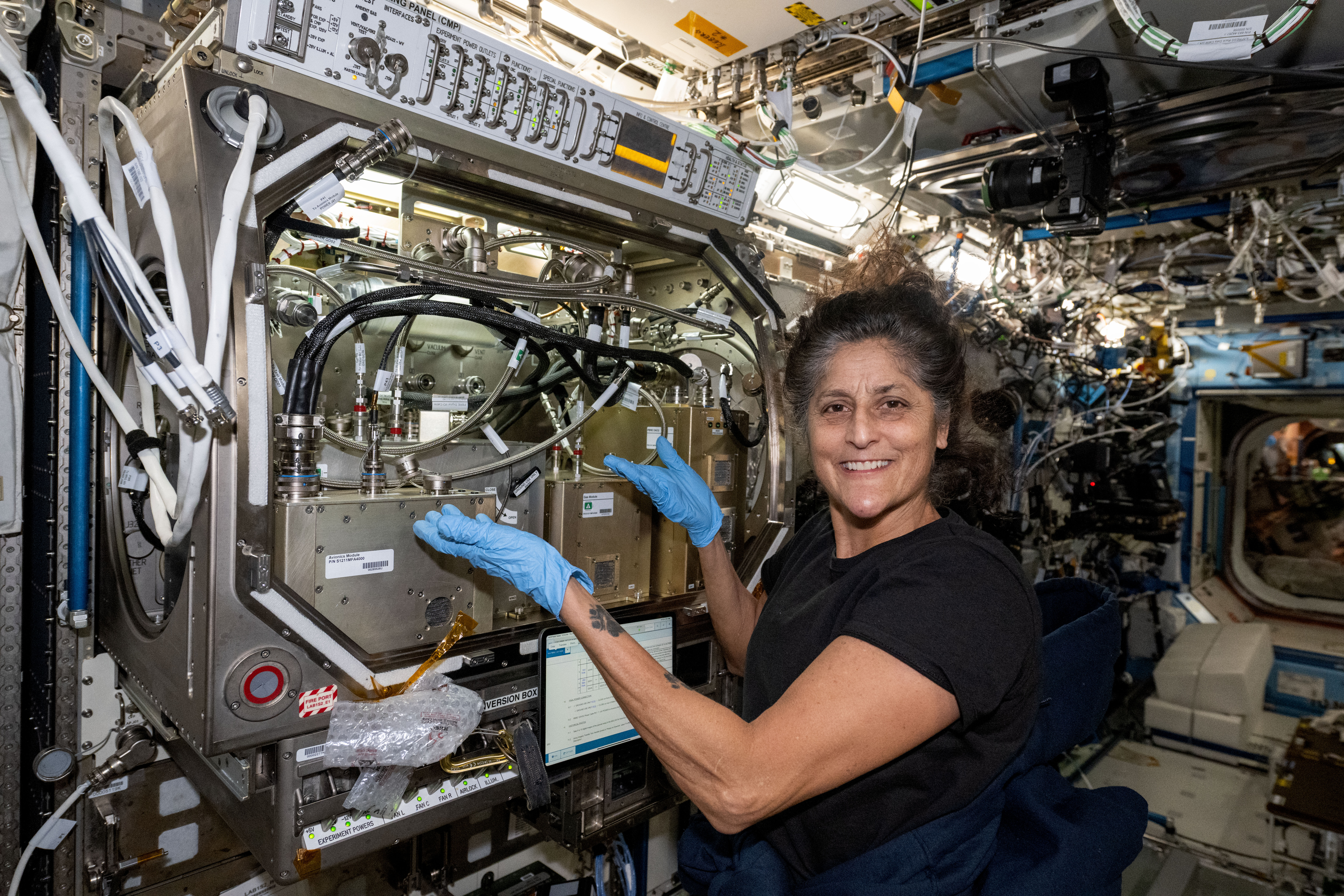
Williams davanti all'esperimento PBRE-WRS situato dentro il Microgravity Sciences Glovebox (MSG)

### PBRE-WRS
L'esperimento Packed Bed Reactor Experiment: Water Recovery Series (PBRE-WRS) studia come la gravità influenzi il flusso bifase (gas-liquido) attraverso mezzi porosi, un processo cruciale per diversi sistemi di supporto vitale e di recupero delle risorse nello spazio. Utilizzando il sistema PBRE, che ha già volato tre volte sulla ISS svolto all'interno del Microgravity Sciences Glovebox (MSG), l'esperimento ha testato delle colonne a riempimento riempite di sfere di vetro, sfere di Teflon e un catalizzatore di platino. PBRE-WRS espande questa ricerca valutando otto diversi componenti, al fine di sviluppare e validare leggi di scala e progettare reattori a gocciolamento per il loro utilizzo in ambienti a gravità ridotta, come quelli lunari e marziani.
L'esperimento si concentra su componenti chiave utilizzati nel Water Processor e Urine Processor (WRS) della ISS, come restrittori di flusso, valvole di non ritorno, filtri per la salamoia e filtri per l'urina. Questi componenti sono studiati per comprendere meglio il comportamento dei flussi gas-liquido in condizioni di microgravità. Ogni articolo di test è progettato per essere sostituito mentre è installato nel MSG, consentendo un'analisi dettagliata del flusso bifase attraverso tubi trasparenti, con l'ausilio di telecamere a bordo per monitorare la dimensione e la velocità delle bolle di gas.
La comprensione fondamentale dei flussi bifase è essenziale per numerose applicazioni chimiche e biologiche, così come per tecnologie NASA rilevanti, come i flussi bifase adiabatici o con trasferimento di calore, utilizzati nei sistemi di supporto vitale, recupero dell'acqua, filtrazione, processamento della salamoia, celle a combustibile, sfruttamento in situ delle risorse, tubi di calore e processi di produzione di materiali. Sebbene tali sistemi siano già operativi, la comprensione di come la gravità ridotta ne influenzi le prestazioni e l'affidabilità è ancora limitata. I risultati di questa indagine potrebbero migliorare tale comprensione, portando a sistemi più efficienti e affidabili per missioni future. Attualmente, la comprensione di come la microgravità influisca sulle prestazioni e sull'affidabilità di questi sistemi è limitata, specialmente quando sono coinvolti flussi gas-liquido. Questa tecnologia ha applicazioni sulla Terra in settori come la purificazione dell'acqua e i sistemi di riscaldamento e raffreddamento. Le intuizioni derivanti dall'esperimento PBRE-WRS potrebbero portare a miglioramenti significativi in questi sistemi, rendendoli più efficienti e affidabili.

### Plant UV-B
L'esperimento Study on Plant Responses Against the Stresses of Microgravity and High Ultraviolet Radiation in Space (Plant UV-B) esamina gli effetti della microgravità e dell'esposizione alle radiazioni UV-B sulle piante a livello molecolare, cellulare e individuale. Questo studio mira a comprendere come le piante affrontano e si adattano a questi fattori di stress nell'ambiente spaziale, contribuendo allo sviluppo di tecnologie per la coltivazione di piante sulla Luna e su Marte. Per svolgere l'esperimento, vennero inviati alla Stazione Spaziale Internazionale i semi di Arabidopsis thaliana e successivamente piantati nelle camere di Plant Experiment Unit (PEU) della JAXA. Dopo l'annaffiatura da parte dell'equipaggio, i semi furono incubati per 13 o 15 giorni sotto illuminazione LED. Al 12º giorno, metà delle piante viene irradiata con raggi UV-B, e dopo uno o tre giorni tutte le piante vengono raccolte e conservate in un congelatore o fissate chimicamente. Questo studio fornisce informazioni cruciali per lo sviluppo dell'agricoltura spaziale e può anche rivelare nuove tecnologie per la coltivazione di piante in ambienti terrestri difficili.

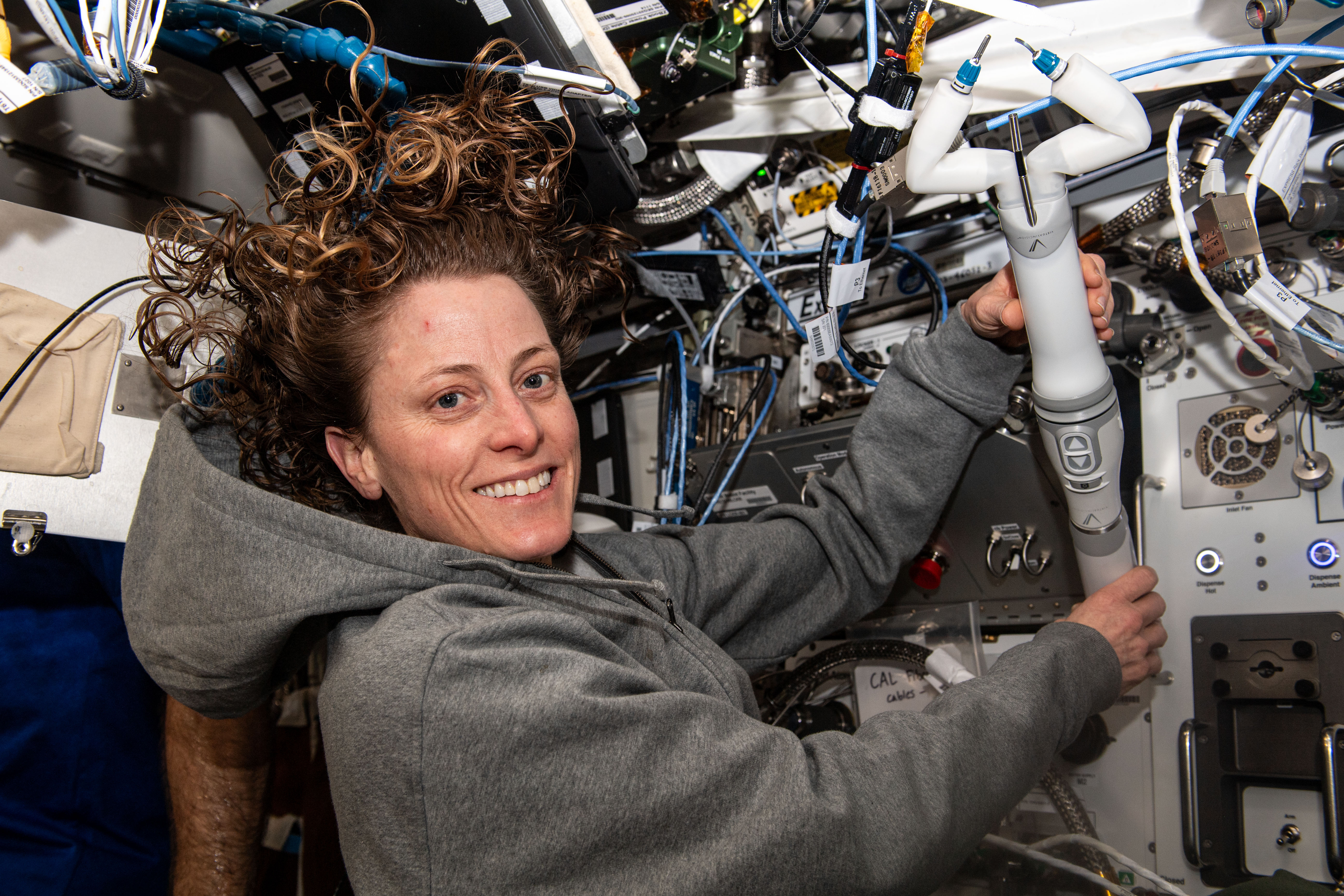
Loral O'Hara durante l'installazione del robot chirurgico in miniatura usato per l'esperimento Robotic Surgery Tech Demo

### Robotic Surgery Tech Demo
Robotic Surgery Tech Demo è un esperimento che testa le tecniche di chirurgia robotica in condizioni di microgravità, utilizzando un robot chirurgico miniaturizzato che può essere controllato a distanza dalla Terra o operato in modalità autonoma. L'obiettivo è studiare gli effetti della microgravità e della latenza sulle operazioni chirurgiche simulate, confrontando i dati raccolti a bordo della Stazione spaziale internazionale con quelli ottenuti da test simili eseguiti sulla Terra. I risultati di questa ricerca potrebbero contribuire alla progettazione di sistemi robotici chirurgici avanzati per fornire cure mediche in situazioni di emergenza medica che richiedono interventi chirurgici, dai semplici punti di sutura a operazioni più complesse durante future missioni spaziali di lunga durata. Sulla Terra si potrebbero usare le tecnologie di chirurgia robotica in contesti difficili o remoti sulla Terra, dove l'accesso a medici specialisti potrebbe essere limitato.

### Rotifer-B2
L'esperimento Rotifer-B2 indaga sugli effetti del volo spaziale sui meccanismi di riparazione del DNA nel rotifero Bdelloidei Adineta vaga, un organismo noto per la sua straordinaria capacità di riparare i danni al DNA. Prima del lancio, i rotiferi vengono esposti a dosi elevate di radiazioni sulla Terra, sufficienti a causare centinaia di rotture del doppio filamento del DNA ma senza compromettere la loro sopravvivenza. Questi rotiferi disidratati vengono poi reidratati a bordo della ISS nell'incubatore Kubik, dove sono esposti alla combinazione unica di microgravità e radiazioni spaziali.
L'obiettivo dell'esperimento è studiare come la microgravità influenzi il processo di riparazione del DNA, un tema ancora poco compreso e oggetto di dibattito scientifico. Dopo il periodo di coltura nello spazio, i campioni vengono congelati nel congelatore MELFI a -80°C e riportati sulla Terra per analisi dettagliate. Queste analisi includono l'esame del tasso di sopravvivenza, della fertilità, della struttura genomica e eventuali differenze morfologiche rispetto ai rotiferi cresciuti a Terra. Parallelamente, un esperimento di controllo viene condotto sulla Terra per confrontare i risultati. Questo studio potrebbe fornire importanti indicazioni sull'efficienza dei meccanismi di riparazione del DNA in condizioni di microgravità e contribuire alla comprensione dei rischi associati al volo spaziale per gli organismi viventi.

### Thor-Davis
L'indagine Thor-Davis mira a comprendere meglio l'impatto dei temporali sull'atmosfera terrestre e sul clima osservandoli dalla ISS a quote stratosferiche. Utilizzando una speciale telecamera neuromorfica, in grado di registrare fino a 100.000 fotogrammi al secondo, Thor-Davis studia l'attività elettrica dei temporali per migliorare i modelli climatici della Terra, in particolare l'effetto delle scariche atmosferiche sulla chimica della stratosfera. L'esperimento sfrutta l'orbita della ISS, che permette di osservare le sommità dei temporali da una prospettiva unica, consentendo misurazioni ad alta risoluzione. Thor-Davis potrebbe anche avere applicazioni future nello spazio grazie alla sua capacità di osservare processi dinamici a velocità estremamente elevate. Durante la missione Huggin (Expedition 70) dell'astronauta Andreas Mogensen, la telecamera Davis 346 venne montata su una Nikon D5 già presente a bordo, consentendo di seguire e registrare i temporali attraverso la Cupola della ISS.